# And in This Corner…
Albums de DJ Jazzy Jeff and the Fresh Prince
He's the DJ, I'm the Rapper
(1988) Homebase
(1991)
Singles
1. I Think I Can Beat Mike Tyson
Sortie : 1989
2. Jazzy's Grove
Sortie : 1989

And in This Corner… est le troisième album studio de DJ Jazzy Jeff and the Fresh Prince, sorti le 17 octobre 1989.
L'album s'est classé 19e au Top R&B/Hip-Hop Albums et 39e au Billboard 200.

## Liste des titres
| No  | Titre                                        | Contient un (des) sample(s) de | Durée |
| --- | -------------------------------------------- | --- | ----- |
| 1.  | Then She Bit Me                              | Toccata and Fugue in D Minor de Johann Sebastian Bach | 3:35  |
| 2.  | I Think I Can Beat Mike Tyson                | La Di Da Di de Doug E. Fresh et Slick Rick You'll Like It Too de Funkadelic | 4:49  |
| 3.  | Jazzy's Groove                               | Nautilus de Bob James The Champ des Mohawks Synthetic Substitution de Melvin Bliss Funky Drummer de James Brown Do the Funky Chicken (Live) de Rufus Thomas Eric B. Is President d'Eric B. & Rakim Saturday Night Style de Mikey Dread Superappin' de Grandmaster Flash and The Furious Five Triple Threat des Z-3 MC's Funkbox Party de The Masterdon Committee Bring the Noise de Public Enemy Play That Beat Mr. D.J. de G.L.O.B.E. & Whiz Kid | 3:45  |
| 4.  | Everything That Glitters (Ain't Always Gold) | | 4:19  |
| 5.  | You Got It (Donut)                           | I Know You Got Sou de Bobby Byrd Eric B. Is President d'Eric B. & Rakim | 4:56  |
| 6.  | The Girlie Had a Mustache                    | Bounce, Rock, Skate, Roll de Vaughan Mason & Crew You Can Have Watergate Just Gimme Some Bucks and I'll Be Straight de Fred Wesley and The J.B.'s Think (About It) de Lyn Collins Escape-Ism de James Brown | 4:32  |
| 7.  | The Reverend                                 | Dance to the Music de Sly & the Family Stone Good Times de Chic | 4:33  |
| 8.  | Who Stole My Car                             | The Grunt des J.B.'s Funky President de James Brown | 4:57  |
| 9.  | The Men of Your Dreams                       | Change the Beat (Female Version) de Beside | 4:55  |
| 10. | Numero Uno                                   | Public Enemy No. 1 de Public Enemy The Jam de Graham Central Station | 4:11  |
| 11. | Too Damn Hype                                | Another Special Announcement de DJ Jazzy Jeff & the Fresh Prince The Big Beat de Billy Squier Here We Go (Live at the Funhouse) de Run–D.M.C. La Di Da Di de Doug E. Fresh et Slick Rick | 5:49  |
| 12. | Jeff Waz on the Beat Box                     | Sing Sing de Gaz Put the Music Where Your Mouth Is des Olympic Runners You'll Like It Too de Funkadelic | 5:42  |